# West Chatham (Massachusetts)
West Chatham é um lugar designado pelo censo localizado no condado de Barnstable no estado estadounidense de Massachusetts. No Censo de 2010 tinha uma população de 1.410 habitantes e uma densidade populacional de 166,08 pessoas por km².

## Geografia
West Chatham encontra-se localizado nas coordenadas 41° 40′ 54″ N, 69° 59′ 34″ O. Segundo a Departamento do Censo dos Estados Unidos, West Chatham tem uma superfície total de 8.49 km², da qual 7.47 km² correspondem a terra firme e (12.05%) 1.02 km² é água.

## Demografia
Segundo o censo de 2010, tinha 1.410 pessoas residindo em West Chatham. A densidade populacional era de 166,08 hab./km². Dos 1.410 habitantes, West Chatham estava composto pelo 96.17% brancos, o 1.77% eram afroamericanos, o 0.07% eram amerindios, o 0.57% eram asiáticos, o 0% eram insulares do Pacífico, o 0.64% eram de outras raças e o 0.78% pertenciam a duas ou mais raças. Do total da população o 2.34% eram hispanos ou latinos de qualquer raça.